# Linus Gechter
Linus Gechter (27 febbraio 2004) è un calciatore tedesco, difensore dell'Hertha Berlino.

## Caratteristiche tecniche
Nel 2021 è stato inserito nella lista "Next Generation" dei sessanta migliori talenti nati nel 2004, redatta dal quotidiano inglese The Guardian.

## Carriera

### Club
Cresciuto nel settore giovanile dell'Hertha Berlino, debutta in prima squadra il 12 settembre 2021 in occasione dell'incontro di Bundesliga vinto 3-1 contro il Bochum.

### Nazionale
Ha giocato nelle nazionali giovanili tedesche Under-16, Under-18 ed Under-19.

## Statistiche

### Presenze e reti nei club
Statistiche aggiornate al 29 ottobre 2021.
| Stagione        | Squadra         | Campionato      | Campionato | Campionato | Coppe nazionali | Coppe nazionali | Coppe nazionali | Coppe continentali | Coppe continentali | Coppe continentali | Altre coppe | Altre coppe | Altre coppe | Totale | Totale |
| Stagione        | Squadra         | Comp            | Pres       | Reti       | Comp            | Pres            | Reti            | Comp               | Pres               | Reti               | Comp        | Pres        | Reti        | Pres   | Reti   |
| --------------- | --------------- | --------------- | ---------- | ---------- | --------------- | --------------- | --------------- | ------------------ | ------------------ | ------------------ | ----------- | ----------- | ----------- | ------ | ------ |
| 2021-2022       | Hertha Berlino  | BL              | 4          | 0          | CG              | 1               | 0               |                    | -                  | -                  |             | -           | -           | 5      | 0      |
| Totale carriera | Totale carriera | Totale carriera | 4          | 0          |                 | 1               | 0               |                    | -                  | -                  |             | -           | -           | 5      | 0      |